# یخلقان
یخلقان، روستایی از توابع بخش مرکزی شهرستان ماکو در استان آذربایجان غربی ایران است.مردم این روستا  کرد زبان  هستند.

## جمعیت
این روستا در دهستان چایپاسار شمالی قرار دارد و براساس سرشماری مرکز آمار ایران در سال ۱۳۸۵، جمعیت آن ۱۵۵ نفر (۲۷خانوار) بوده‌است.